# Nationale (stanice metra v Paříži)

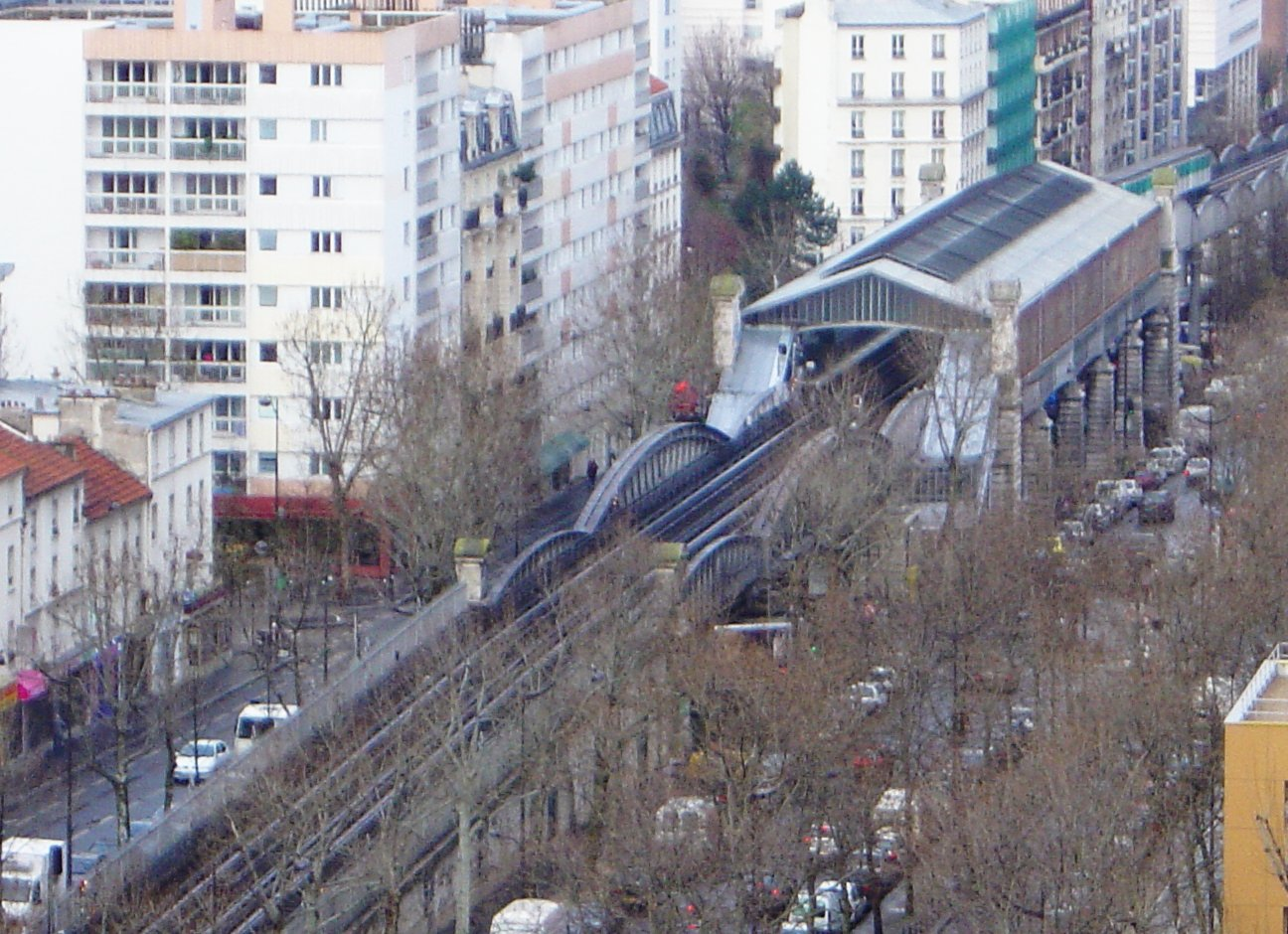
Nástupiště na stanici

Nationale je nepřestupní nadzemní stanice pařížského metra na lince 6 ve 13. obvodu v Paříži. Stanice je umístěná na viaduktu vedoucím po Boulevardu Vincent Auriol, u křižovatky s ulicí Rue Nationale.

## Historie
Stanice byla otevřena 1. března 1909, kdy byla zprovozněna linka 6 mezi stanicemi Place d'Italie a Nation.

## Název
Jméno stanice znamená česky Národní a pochází od ulice Rue Nationale, která odvozuje svůj název od národní gardy, občanské milice vytvořené během Francouzské revoluce.

## Vstupy
Stanice má jen jeden východ na Boulevardu Vincent Auriol proti domům 124 a 143.